# 帕里亞曼
帕里亞曼是印度尼西亞的城市，由西蘇門答臘省負責管轄，位於該國西部蘇門答臘島西部，面積73.36平方公里，主要經濟活動有農業，2014年人口83,151，人口密度為每平方公里983人。

## 外部連結
- （印尼文） Government of Pariaman

0°37′35″S 100°07′04″E / 0.62639°S 100.11778°E